# Salvia tenella
Salvia tenella là một loài thực vật có hoa trong họ Hoa môi. Loài này được Sw. miêu tả khoa học đầu tiên năm 1788.